# لوت (بازی‌های ویدئویی)

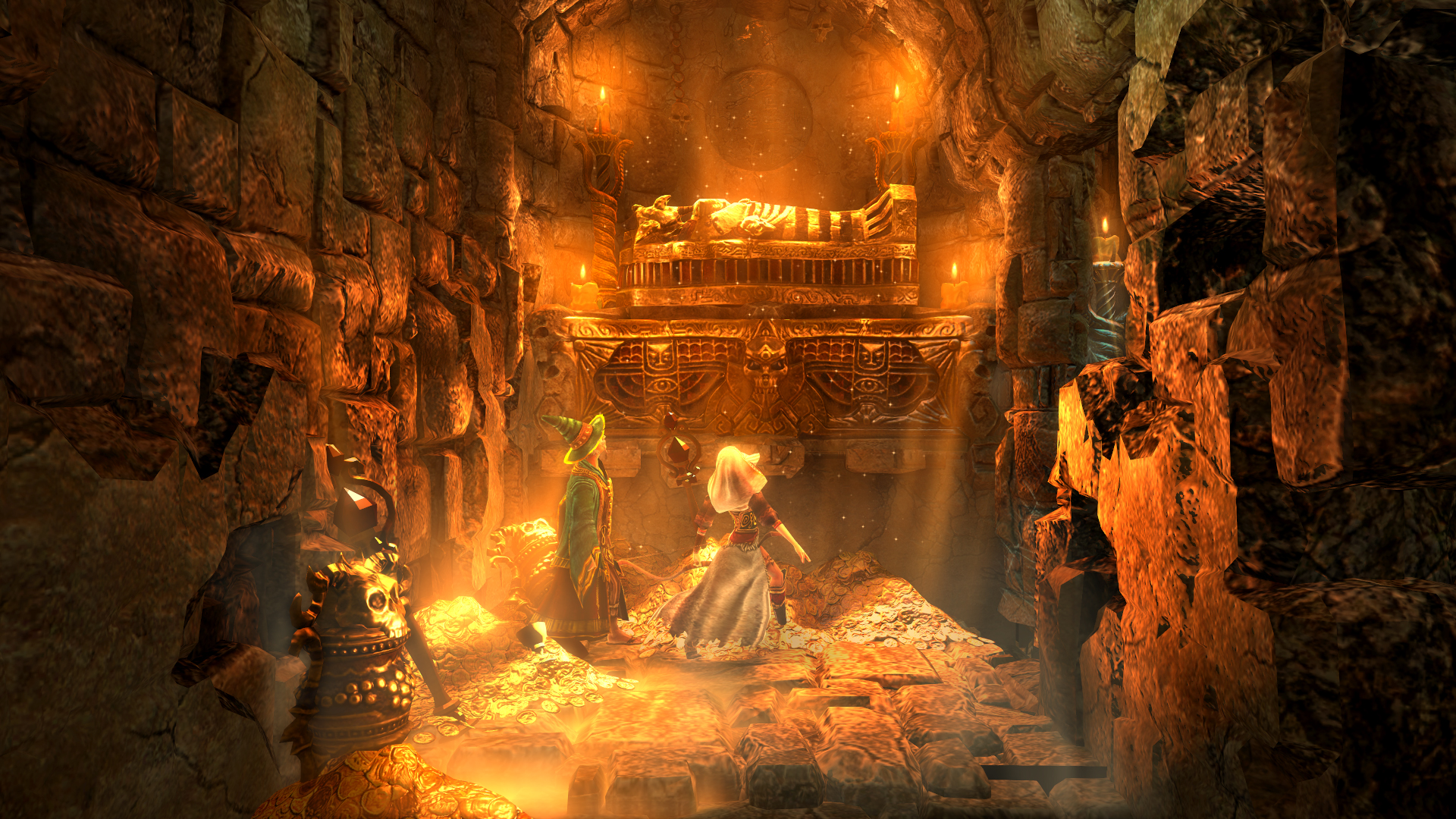
شخصیت‌ها در حال کشف گنج در بازی تراین ۲

در بازی‌های ویدئویی، لوت (به انگلیسی: Loot) به مجموعه‌ای از آیتم‌های به‌دست آمده توسط شخصیت قابل بازی گفته می‌شود که قدرت یا توانایی او را افزایش می‌دهد؛ مانند افزایش پول، جادو، تجهیزات و اسلحه. لوت به منظور پاداش بازیکن برای جلو بردن روند بازی است و می‌تواند نسبت به آیتم‌های خریداری‌شده برتر باشد. لوت همچنین می‌تواند یک سامانهٔ پیشرفتی باشد که برای همیشه قابلیت‌های بازیکن را افزایش می‌دهد. لوت باکس‌ها نیز نوع خاصی از سامانهٔ لوت شانسی است که می‌تواند هم با بازی کردن هم با خریدهای ریزتراکنش به دست آید.